# Geoffrey Chaucer
Geoffrey Chaucer (khoảng 1343 – 25 tháng 10 năm 1400) là tác giả, nhà thơ, nhà triết học, công chức, quan tòa và nhà ngoại giao người Anh. Mặc dù ông viết rất nhiều tác phẩm, tác phẩm được biết đến nhiều nhất của ông lại là tập truyện dài The Canterbury Tales còn dở dang của ông. Đôi khi được hậu thế tôn vinh là cha đẻ của nền văn học Anh, Chaucer còn được một số học giả vinh danh là tác giả đầu tiên thể hiện được tính nghệ thuật của tiếng Anh nguyên thủy, ngoài tiếng Pháp hay tiếng La tinh.

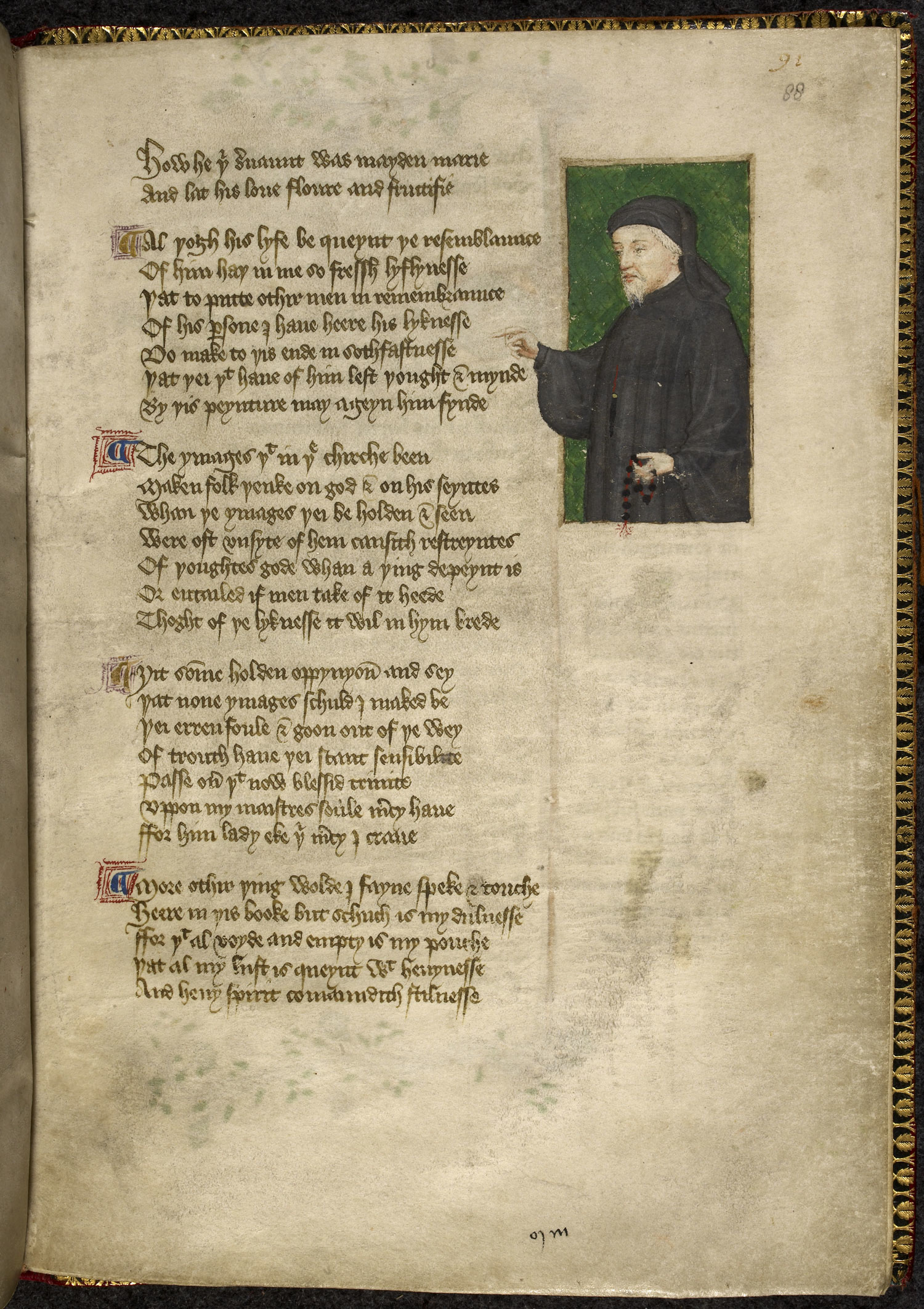
Geoffrey Chaucer bởi Thomas Occleve (1412)

## Cuộc đời
Geoffrey Chaucer sinh tại London (Luân Đôn) khoảng năm 1343, tuy nhiên, ngày và nơi sinh không được rõ. Cha và nội ông đều là người làm rượu nho ở Luân Đôn; nhiều thế hệ trước từng là thương nhân ở Ipswich. (Họ của ông có nguồn gốc từ tiếng Pháp chausseur, nghĩa là "shoemaker" (người làm giày).)
Năm 1359, trong giai đoạn đầu của chiến tranh Trăm năm, Edward III xâm lược Pháp và Chaucer đi vùng với Lionel Antwerp, chồng của Elizabeth, như một thành viên quân đội Anh. Năm 1360, ông bị bắt trong cuộc bao vây của Rheims, Edward đã trả 16 pound tiền chuộc, đó là một số tiền đáng kể, và Chaucer đã được thả.
Sau sự kiện trên, cuộc đời của Chaucer không được rõ, nhưng có vẻ ông đã đến Pháp, Tây Ban Nha, và Flanders, có thể là một người đưa tinh và có lẽ ông đã hành hương đến Santiago de Compostela. Vào khoảng năm 1366, Chaucer cưới Philippa (de) Roet. Không biết chắc ông và Philippa có mấy người con, nhưng một vài nguồn nói có 3 hoặc 4. Con trai ông, Thomas Chaucer, đã có một sự nghiệp lừng lẫy, là tổng quản cho 4 vị vua, phái viên đến Pháp, và phát ngôn viên của hạ viện An. Con gái Thomas, Alice, cưới Duke của Suffolk. Chắt của Thomas, John de la Pole, Earl of Lincoln, là người thừa kế ngai vàng của Richard III trước khi ông bị lật đổ. Những người con khác của Geoffrey có lẽ là Elizabeth Chaucy, một nữ tu ở Barking Abbey. Agnes, người phục vụ trong lễ đăng quang của Henry IV; và người con khác là Lewis Chaucer. Quyển "Treatise on the Astrolabe" của Chaucer được viết cho Lewis.

## Danh sách tác phẩm
Các tác phẩm lớn sau được sắp xếp theo thứ tự thời gian nhưng các học giả vẫn còn tranh cãi về ngày tháng của phần lớn tác phẩm của Chaucer dạng tập hợp các truyện có thể đã được ghép nối từ rất lâu về trước.

#### Các tác phẩm chính
- Dịch cuốn Roman de la Rose, có thể hiện nay là The Romance of the Rose
- The Book of the Duchess
- The House of Fame
- Anelida and Arcite
- Parlement of Foules
- Dịch cuốn Boethius' Consolation of Philosophy dưới tên Boece
- Troilus and Criseyde
- The Legend of Good Women
- Treatise on the Astrolabe

#### Thơ ngắn
- An ABC

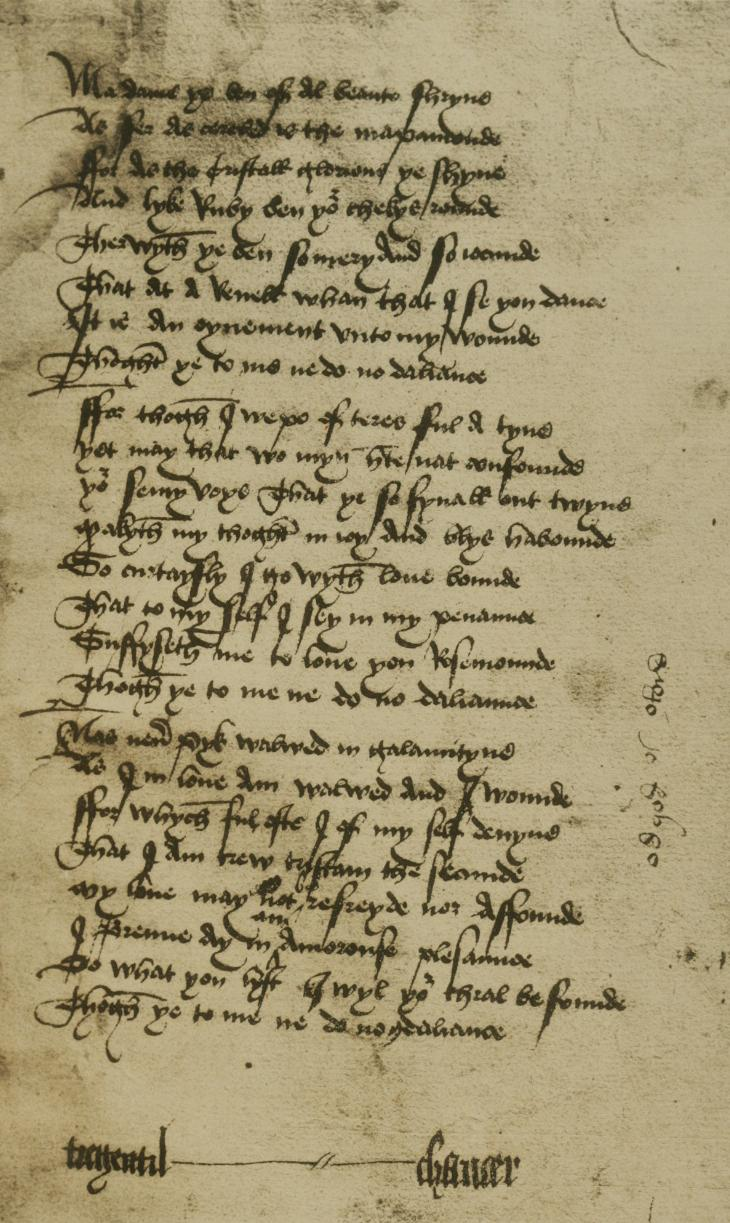
To Rosemounde

- Chaucers Wordes unto Adam, His Owne Scriveyn
- The Complaint unto Pity
- The Complaint of Chaucer to his Purse
- The Complaint of Mars
- The Complaint of Venus
- A Complaint to His Lady
- The Former Age
- Fortune
- Gentilesse
- Lak of Stedfastnesse
- Lenvoy de Chaucer a Scogan
- Lenvoy de Chaucer a Bukton
- Proverbs
- To Rosemounde
- Truth
- Womanly Noblesse

#### Thơ được cho là của Chaucer
- Against Women Unconstant
- A Balade of Complaint
- Complaynt D'Amours
- Merciles Beaute
- The Equatorie of the Planets - Một bản dịch thô một tác phẩm tiếng La tinh phát xuất từ một tác phẩm tiếng Ả Rập cùng tên. Nó là bản mô tả việc xây dựng và sử dụng một thứ có tên là 'equatorium planetarum', và được dùng để tính toán quỹ đạo và vị trí các hành tinh (vào thời điểm đó người ta tin rằng mặt trời quay quanh Trái Đất). Cuốn tương tự có tên Treatise on the Astrolabe, được cho là không phải của Chaucer, bên cạnh một lời chú giải ghi tên Chaucer trong bản viết tay là bằng chứng chủ yếu để ghi công Chaucer. Tuy nhiên, bằng chứng về việc Chaucer viết cuốn sách vẫn còn nghi vấn, vì nó không kèm trong cuốn The Riverside Chaucer. Nếu Chaucer không viết tác phẩm này, nó có thể do một người cùng thời đó viết.

#### Tác phẩm được Chaucer đề cập đến, được cho đã thất lạc
- Of the Wreched Engendrynge of Mankynde, có thể là bản dịch cuốn De miseria conditionis humanae của Innocent III
- Origenes upon the Maudeleyne
- The Book of the Leoun - Cuốn này được đề cập trong bản rút của Chaucer. Dường như ông đã viết một tác phẩm như vậy; một giả thuyết là tác phẩm dở quá nên nó thất lại, nhưng nếu vậy, Chaucer đã không đề cập đến nó.

#### Tác phẩm giả
- The Pilgrim's Tale—Được viết vào thế kỷ 16 ám chỉ nhiều đến phong cách Chaucer
- The Plowman's Tale hay The Complaint of the Ploughman
- Pierce the Ploughman's Crede
- The Ploughman's Tale
- "La Belle Dame Sans Merci"
- The Testament of Love
- Jack Upland

#### Tác phẩm sử dụng lại văn Chaucher
- God Spede the Plough—Mượn 12 khổ thơ trong bài Monk's Tale của Chaucer